# René Martineau
Pour les articles homonymes, voir René Martineau (écrivain) et Martineau.
 (janvier 2023).
René Martineau (né en 1510, mort le 25 juin 1573 à Auxerre, est un médecin français qui fut notamment médecin des rois de France François II et Charles IX.

## Biographie
Originaire de la Sarthe, il fait ses études à Paris et y est reçu docteur en médecine. Il est ensuite choisi pour conduire en Italie les enfants du maréchal de Cossé. Pendant ce voyage, qui dura douze ans, il est reçu docteur de l'Université de Bologne. Revenant à Paris avec les enfants qui lui avaient été confiés, leur père, Artus de Cossé-Brissac, présente Martineau au roi François II. Ce monarque le nomme l'un de ses médecins ; position qu'il conserve, avec le titre de conseiller du roi, sous Charles IX de France.
Il cède en 1554 aux instances de son ami Monseigneur de Dinteville, évêque d'Auxerre, et vient se fixer auprès de ce prélat.
Il y épouse le 11 juillet de la même année Marie Boucher (†1615), fille de Philibert Boucher (1505-1552), seigneur de Saint-Andelain et du Pavillon, conseiller du Roi et lieutenant en la Prévôté d'Auxerre, dont Claude Martineau (1569-1651), avocat et premier président en l'élection d'Auxerre (1595-1629). Devenu protestant, sa femme restant catholique, il signe la pétition calviniste du 30 mars 1564. Sa maison est perquisitionnée en 1568 après la libération d'Auxerre, occupée par les protestants. Il meurt en 1573 en tentant de lutter contre une épidémie. René Martineau est l'aïeul du général baron François Martineau des Chesnez.

## Sources
- J. Lebeuf, A. Challe, M. Quantin, Mémoires concernant l'histoire civile et ecclésiastique d'Auxerre et de son ancien diocese, Vol. 4, Ed. Perriquet, 1855
- Livre d'or de la Noblesse, Marquis de Magny, 1846
- Société des sciences historiques et naturelles de l'Yonne, Auxerre, 1974